# Euploea subdita
Euploea subdita är en fjärilsart som beskrevs av Moore 1878. Euploea subdita ingår i släktet Euploea och familjen praktfjärilar. Inga underarter finns listade i Catalogue of Life.